# 吉林财经大学
吉林财经大学（英語：Jilin University of Finance and Economics）是中国吉林省长春市的一所公立大学。

## 校史
吉林财经大学肇始于1946年7月东北银行总行举办的银行干部训练班，经历了东北银行干部学校、东北银行专门学校、中国人民银行长春银行学校、吉林财贸学院、吉林省财贸学校等几个历史时期，1978年5月恢复吉林财贸学院；1992年5月更名为长春税务学院；2010年3月，更名为吉林财经大学。

## 教学单位
- 税务学院
- 会计学院
- 会计学院 （会计专业硕士教育中心）
- 金融学院
- 亚泰工商管理学院
- 亚泰工商管理学院 （MBA教育中心）
- 法学院
- 法学院 （法硕教育中心）
- 管理科学与信息工程学院
- 管理科学与信息工程学院（现代数字产业学院）
- 经济学院
- 公共管理学院
- 公共管理学院（MPA教育中心）
- 外国语学院
- 国际经济贸易学院
- 统计学院
- 应用数学学院
- 新闻与传播学院
- 国际交流学院
- 研究生学院
- 马克思主义学院
- 公共外语教研部
- 体育教研部[3]